# Commodore 128
Le Commodore 128 est un ordinateur personnel familial, aussi connu sous le nom de C128, présenté lors du Consumer Electronics Show (CES) de janvier 1985.

## Caractéristiques
C'était une version étendue et compatible du Commodore 64, mais relooké (allure dont allait s'inspirer l'Amiga 500) avec 128 kilo Octets de mémoire vive. Il était doté d'un nouveau processeur, le 8502, 100% compatible avec le 6510 du Commodore 64, d'un jeu d'instructions BASIC plus étendu et des possibilités d'extension par cartouche mémoire, jusqu'à 512 Ko. Il contenait également un processeur Zilog Z80 avec le système d'exploitation CP/M. Enfin, il proposait une commutation d'écran du mode standard 40 colonnes vers un mode 80 colonnes.
Cet ordinateur hybride, intégrait 2 microprocesseurs différents interconnectés, qui assuraient une compatibilité matérielle complète avec différents systèmes d'exploitation. Ce concept n'a jamais été reproduit depuis avec un ordinateur personnel. Le commodore 128 est en cela un ordinateur unique et hors normes.

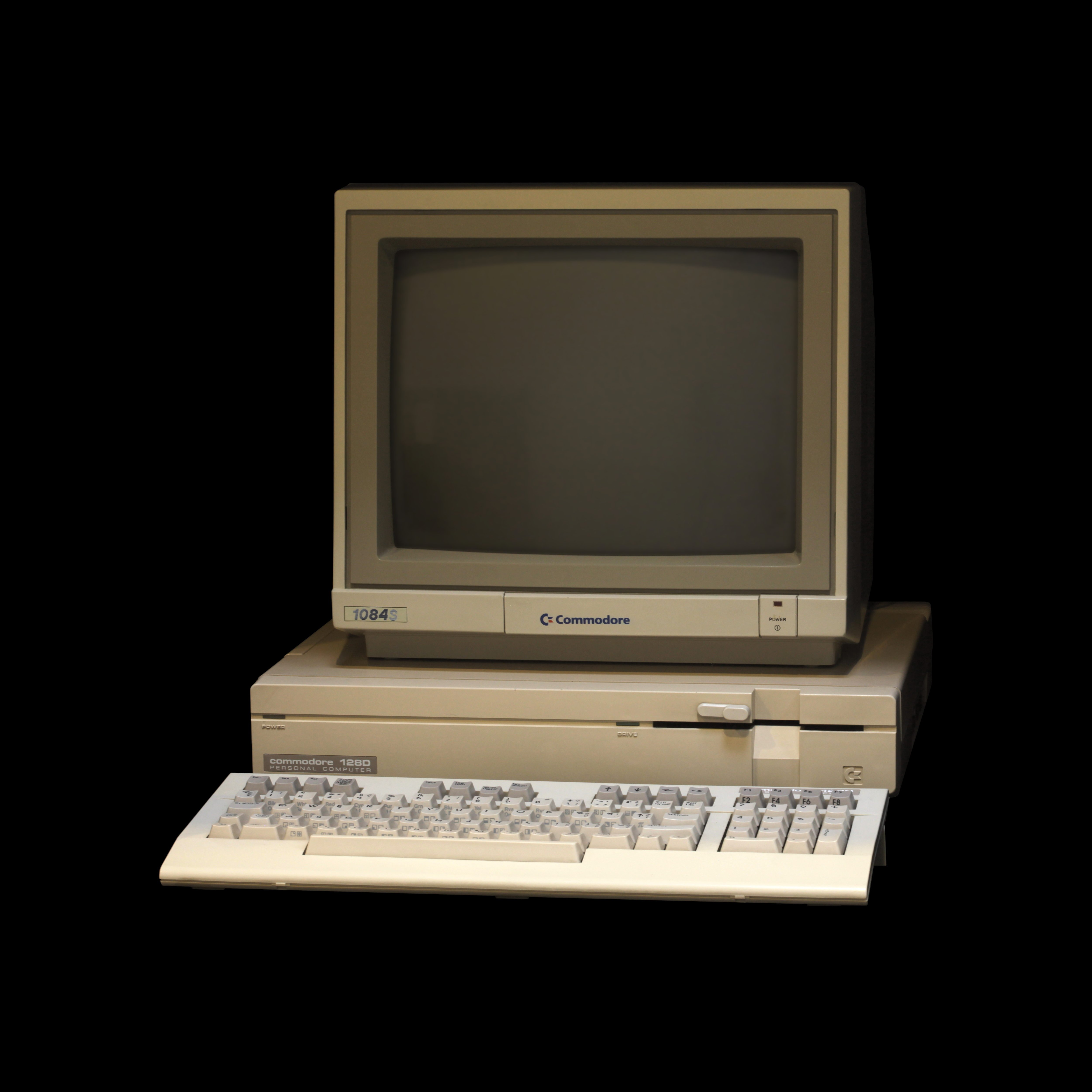
Le Commodore 128/D et son écran.

Il y eut une version semi-portable : le Commodore 128/D avec lecteur de disquette 5"1/4 intégré, poignée et clavier clipsable au-dessous.

## Historique
Le Commodore 128 ne parvint pas à s'imposer. Les développeurs de jeux sortirent moins d'une dizaine de produits dédiés et quelques logiciels professionnels (GEOS, VizaWrite/Calc, Superbase) convertis depuis les versions CBM ne purent vivre, bien que parfois plus performants que leurs concurrents PC (en particulier en termes d'économie de mémoire), mais manquant de crédibilité.
Le C128 a été la dernière machine à processeur 8 bits commercialisée par Commodore Business Machines, peu avant la sortie de l'Amiga.